# Cleveland
 For alternative betydninger, se Cleveland (flertydig). (Se også artikler, som begynder med Cleveland)
Cleveland er en amerikansk by i staten Ohio. Byen er administrativt centrum i det amerikanske county Cuyahoga County. I 2000 havde byen 478.403 indbyggere. Storcleveland (inklusive forstæder) har helt op mod 2,9 millioner indbyggere.
Det berømte musikkonservatorium Cleveland Institute of Music er blandt andet beliggende i byen.